# Lepidoblepharis
Genre
Lepidoblepharis est un genre de geckos de la famille des Sphaerodactylidae.

## Répartition
Les 22 espèces de ce genre se rencontrent en Amérique centrale et en Amérique du Sud.

## Description
Ce sont des geckos de petite taille. Le nom anglais de ce genre signifie d'ailleurs Geckos nains. Tous les membres de ce genre semblent être
diurnes, principalement terrestres et insectivores. Les couleurs vont généralement du beige au brun ou au marron sombre.

## Liste des espèces
Selon The Reptile Database (12 juin 2017) :
- Lepidoblepharis buchwaldi Werner, 1910
- Lepidoblepharis colombianus Mechler, 1968
- Lepidoblepharis conolepis Avila-Pires, 2001
- Lepidoblepharis duolepis Ayala & Castro, 1983
- Lepidoblepharis emberawoundule Batista, Ponce, Vesely, Mebert, Hertz, Köhler, Carrizo & Lotzkat, 2015
- Lepidoblepharis festae (Peracca, 1897)
- Lepidoblepharis grandis Miyata, 1985
- Lepidoblepharis heyerorum Vanzolini, 1978
- Lepidoblepharis hoogmoedi Avila-Pires, 1995
- Lepidoblepharis intermedius Boulenger, 1914
- Lepidoblepharis microlepis (Noble, 1923)
- Lepidoblepharis miyatai Lamar, 1985
- Lepidoblepharis montecanoensis Markezich & Taphorn, 1994
- Lepidoblepharis nukak Calderón-Espinosa & Medina-Rangel, 2016
- Lepidoblepharis oxycephalus (Werner, 1894)
- Lepidoblepharis peraccae Boulenger, 1908
- Lepidoblepharis rufigularis Batista, Ponce, Vesely, Mebert, Hertz, Köhler, Carrizo & Lotzkat, 2015
- Lepidoblepharis ruthveni Parker, 1926
- Lepidoblepharis sanctaemartae (Ruthven, 1916)
- Lepidoblepharis victormartinezi Batista, Ponce, Vesely, Mebert, Hertz, Köhler, Carrizo & Lotzkat, 2015
- Lepidoblepharis williamsi Ayala & Serna, 1986
- Lepidoblepharis xanthostigma (Noble, 1916)

## Publication originale
- Peracca, 1897 : Viaggio del Dr. Enrico Festa nell’Ecuador e regioni vicine. IV. Rettili. Bollettino dei Musei di Zoologia ed Anatomia Comparata della R. Università di Torino, vol. 12, no 300, p. 1-20 (texte intégral).